# Bayano (jezero)
Bayano (též Lago Bayano) je název nejrozlehlejší panamské vodní nádrže. Nachází se ve východní části státu v provincii Panamá a vznikla přehrazením stejnojmenné řeky Bayano v roce 1976. Kvůli přehradě bylo zatopeno mnoho kilometrů čtverečních deštného tropického lesa a přesídleno indiánské obyvatelstvo. Jezero má silně nepravidelný tvar a sestává ze 3 relativně oddělených částí. Při hrázi nádrže funguje vodní elektrárna s instalovaným výkonem 260 MW, která je jedním z nejvýznamnějším zdrojů elektřiny v Panamě. Koruna hráze se nachází v nadmořské výšce 62 m n. m., vodní plocha má rozlohu 350 km².
Přehrada je pojmenována po Bayanovi, vůdci vzpoury otroků v Panamě ze 16. století, který je v nezávislé Panamě vnímán jako národní hrdina.